# Ingrid de Oliveira
Pour les articles homonymes, voir Oliveira.
Ingrid de Oliveira, née le 7 mai 1996 à Rio de Janeiro, est une plongeuse brésilienne. L'une des meilleures plongeuses de l'histoire du Brésil, elle a terminé 4e aux Championnats du monde de natation 2022, en plus de détenir deux médailles aux Jeux panaméricains et deux aux Jeux sud-américains. Elle a participé à deux Jeux olympiques, en 2016 et 2020, en plus d'être classée pour les Jeux de Paris 2024,.

## Carrière
Aux Jeux olympiques de la jeunesse de 2014, elle a terminé 5e au 10 m plateforme filles.
Elle est médaillée d'argent en plongeon synchronisé à 10 mètres aux Jeux panaméricains de 2015 à Toronto.
Aux Jeux olympiques d'été de 2016 à Rio de Janeiro, elle a terminé 8e au haut vol synchronisé de 10 m et 22e au haut vol individuel,.
Aux Jeux sud-américains de 2018, elle a remporté l’or au haut-vol individuel de 10 m et le bronze au haut-vol synchronisé de 10 m,.
Elle a participé aux Jeux olympiques de Tokyo en 2020, se classant 24e dans l'épreuve de plate-forme de 10 mètres individuel.
Aux Championnats du monde de natation 2022, elle a réalisé la meilleure performance de l'histoire du plongeon brésilien, obtenant la quatrième place dans l'épreuve de plate-forme de 10 mètres.
Aux Championnats du monde de natation 2023, elle était de nouveau en finale, terminant désormais à la 12e place de la plateforme féminine de 10 mètres.
Aux Jeux panaméricains de 2023, Ingrid de Oliveira et Giovanna Pedroso ont remporté la médaille de bronze au 10 m synchronisé.